# Иоанно-Предтеченский монастырь (Кунгур)
Иоа́нно-Пре́дтеченский монасты́рь — женский монастырь Пермской епархии Русской православной церкви в городе Кунгур. Образован в 1825 году. Закрыт в 1921 году. Возрожден в 2004 году.

## История
После окончания Отечественной войны 1812 года в России осталось много одиноких солдатских невест и вдов.  В 1820 году несколько женщин, потерявших мужей, отцов и сыновей, поселились в селе Орда, что находится недалеко от Кунгура. Женщины дали обет, что не выдут замуж и посвятили себя служению и заботе об обездоленных детях и престарелых людях.
В 1825 году группа монахинь переселилась в Кунгур. Они заняли дом у Иоанно-Предтеченской кладбищенской церкви. В 1869–1870 гг. построены келейные корпуса. В 1874 году при открыто свечное производство. В 1914 году в обители проживали 350 монахинь и послушниц.
Строительство каменной монастырской церкви осуществлено в 1903–1914 годы.
В 1918 году в монастыре три месяца квартировались красноармейцы, которые выселили пожилых монахинь, часть монахинь нашли приют в пермском монастыре на Бахаревке.
В 1920 году — советской властью национализированы все земельные участки.
17 февраля 1921 года монастырь закрыли.

## Возрождение монастыря
25 мая 2004 года Священный синод Русской православной церкви открытие Иоанно-Предтеченского женского монастыря в г. Кунгуре Пермской области для возрождения в нем монашеской жизни. 12 мая 2005 года был зарегистрирован устав религиозной организации «Иоанно-Предтеченский женский монастырь в г. Кунгуре». 27 мая 2015 года Пермской епархии в безвозмездное пользование переданы келейные корпуса Иоанно-Предтеченского женского монастыря и храм 
По благословению Преосвященного Иринарха, епископа Пермского и Соликамского, и в соответствии с решением Священного Синода Русской Православной Церкви от 25 марта 2004 года, состоялось учредительное собрание местной православной организации «Иоанно-Предтеченский женский монастырь в г. Кунгуре Пермской области». На заседании постановили создать местную православную организацию «Иоанно-Предтеченский женский монастырь в г. Кунгуре». 12 мая 2005 года был создан Устав и зарегистрирована религиозная организация Иоанно — Предтеченский женский монастырь.
В июле 2009 года в монастырь пришли 9 насельниц во главе с игуменией, которые за неимением своих помещений в г. Кунгуре расположились на подворье в с. Колпашники, так как на территории монастыря в то время располагалась колония — УТ № 389/30.
С марта 2010 года игумения Руфина с сестрами проживают в г. Кунгуре, в деревянном доме, напротив Иоанно -Предтеченского ( Свято-Никольского) храма. В этом доме ранее был детский сад.
2015 год – год 190-летия возникновения Иоанно-Предтеченского Кунгурского женского монастыря. 27 мая 2015 года в Пермском крае подписано распоряжение о передаче федерального имущества, составляющего казну Российской Федерации, в безвозмездное пользование Религиозной организации «Пермская Епархия Русской Православной Церкви»: не жилых помещений ИК-30 в г. Кунгуре (келейные корпуса Иоанно -Предтеченского женского монастыря и храм Владимирской иконы Божией Матери).
Владимирской иконы Божией Матери, ранее занятые под нежилые помещения исправительной колонии № 30, с 1 июля 2015 года на территории монастыря и храма начались восстановительные работы.
С 27 декабря 2023 года по 24 октября 2024 года исполняющей обязанности игумении монастыря была монахиня Сергия (Береснева). 24 октября 2024 года на эту должность назначена монахиня Екатерина (Верхоланцева).

## Современное состояние
При обители действуют:
- Детская Воскресная Школа
- Сестричество милосердия